# Christian Rohrer (Politiker)
Christian Rohrer (* 14. Juli 1811 in Buchs SG; † 24. April 1886 ebenda) war ein Schweizer Politiker. Von 1851 bis 1860 gehörte er dem Nationalrat an.

## Biografie
Der Sohn eines Landwirts war nach seiner Schulzeit als Gastwirt, Bauunternehmer und Holzhändler tätig. Im Jahr 1840 amtierte Rohrer als Gemeindeammann von Buchs, von 1841 bis 1859 als Bezirksammann des Bezirks Werdenberg. 1843 regte er die Gründung einer Sekundarschule in Buchs an. Ausserdem war er von 1867 bis 1869 als Richter am Werdenberger Bezirksgericht tätig. Während des Sonderbundskriegs von 1847 diente er als Bataillonskommandant.
Rohrer vertrat liberale Ansichten und wurde 1840 in den Grossen Rat des Kantons St. Gallen gewählt, dem er bis 1858 angehörte. Er kandidierte mit Erfolg bei den Nationalratswahlen 1851 und vertrat danach den Wahlkreis St. Gallen-Süd. In den 1850er Jahren näherte er sich den Konservativen an. 1860 trat er zurück, von 1861 bis 1869 sass er für die Konservativen wieder im Grossen Rat. Rohrer setzte sich für den Eisenbahnbau im St. Galler Rheintal und für einen Bahnhof in Buchs ein (1858 eröffnet). Er war auch eine treibende Kraft beim 1871 verwirklichten Projekt der Bahnstrecke Feldkirch–Buchs, die Buchs zu einem wichtigen Grenzbahnhof machte. 1872 und 1875 war Rohrer erfolgloser Nationalratskandidat der Konservativen.